# فهد الربيق
فهد بن ناصر الربيق (ولد في الدرعية عام 1959م) فنان تشكيلي سعودي، ومستشار الجمعية السعودية للفنون التشكيلية. عرف بتنوع أساليبه الفنية، ويعتبر أحد قامات الفن التشكيلي في السعودية. بدأت مسيرته الفنية عبر معرض شخصي أقامه في ال16 من عمره. أقام وشارك في معارض محلية وعربية في الكويت والجزائر وتونس، ومثل السعودية في الملتقى العربي للفنون التشكيلية في قطر عام 2017، وكانت أول مشاركة عربية له في عام 1400هـ.

## التعليم
حصل على دبلوم الفن من معهد التربية الفنية في الرياض عام 1979م.

## الأسلوب
كانت بدايته بالرسم بالقلم ثم الحبر واللون، وتأثرت أعماله الأولى بمكان نشأته في الدرعية، فرسم قصورها وبساتينها ونخيلها وأطراف وادي حنيفة. كما تتنوع الأساليب التي يتبعها الفنان في أعماله، فمرة يتبع الأسلوب التجريدي، ومرة التجريبي، ويجنح نحو الرمزية تارة ويرسم البورتريه تارة أخرى. وتتناول رسوماته مواضيع التراث السعودي والعربي، الوطن، والانسان والحرب.

## المعارض الفنية
- أقام أول معرض فردي عندما كان في السادسة عشرة من عمره، وشارك في أول معرض دولي في السويد وهو في السابعة عشرة.[8]
- شارك في معرض بعنوان «القدس في عيون الفن» في الرياض عام 2009م، بمناسبة اختيار القدس عاصمة للثقافة العربية، وعرض فيه ست لوحات تدور حول القدس ومكانتها الثقافية والإنسانية.[8]
- معرض «القصيدة واللون» بقاعة أحمد العدواني في دولة الكويت عام 2014م.[9][10]
- شارك في معرض «هوية» في صالة تكعيب للفنون في الرياض عام 2022م.[11]